# Mêncio
Mêncio (chinês tradicional: 孟子; pinyin: Mèngzǐ; Wade-Giles: Meng Tzŭ; literalmente "Mestre Meng"), pseudônimo de Ji Mèngkē (chinês tradicional: 姬孟軻; 370 a.C. - 289 a.C.), foi um filósofo chinês, o mais eminente seguidor do confucionismo e verdadeiro sábio. O termo também pode ser uma referência ao livro que reúne seus pensamentos.

## Biografia
Mêncio nasceu na cidade-estado de Zoucheng (鄒城; originalmente Zouxian), na atual província de Shandong. Acredita-se que tenha sido discípulo do neto de Confúcio, Zisi. Tornou-se filósofo itinerante e livre e foi um dos principais intérpretes do confucionismo. Assim como o mestre Confúcio, segundo a lenda, ele viajou pela China durante quarenta anos oferecendo seus conselhos e orientando reformas. Só depois dos quarenta anos de idade, Mêncio se tornou conhecido, após uma vida meditativa e envolta em estudos sobre os problemas sociais e morais.
Entre os anos de 319 e 312 a.C., durante o Período dos Estados Combatentes (403 a.C. a 221 a.C.), foi um acadêmico da Academia Jixia, no estado de Qi. Durante três anos, afastou-se dos seus deveres oficiais para com o estado de Qi para lamentar a morte de sua mãe, em respeito ao princípio confucionista da piedade filial. Depois, desapontado com o fracasso para operar as mudanças em seu mundo contemporâneo, aposentou-se da vida pública. 
Sua interpretação do confucionismo foi, em geral, considerada como a versão ortodoxa pelos filósofos chineses subsequentes, especialmente os neoconfucionistas da Dinastia Song.  
O Mengzi, livro que leva seu nome e reúne seus diálogos com os reis de seu tempo, constitui-se numa das quatro obras que formam o cerne do confucionismo ortodoxo. Em contraste com o estilo de Confúcio, que escrevera de forma sintética, Mêncio oferece longos diálogos, com extensa prosa. 
Dentro da filosofia confucionista, a importância de Mêncio é superada apenas pela de Confúcio.
Mêncio está enterrado no "Cemitério de Mêncio" (孟子林, Mengzi Lin, também conhecido como 亚圣林, Yasheng Lin), localizado doze quilômetros a nordeste da área central de Zoucheng. Uma estela carregada por uma gigantesca tartaruga de pedra e coroada por dragões permanece em frente a seu túmulo. Simbolizando a harmonia entre os dois lados.

## A mãe de Mêncio
A mãe de Mêncio é tida como uma figura feminina exemplar na cultura chinesa. Uma das mais tradicionais expressões idiomáticas chinesas éː "mãe de Mêncio, três mudanças". A expressão se refere à lenda de que a mãe da Mêncio mudou três vezes de endereço antes de escolher o lugar onde iria criar Mêncio. A expressão simboliza a importância de se escolher bem o lugar onde se vai criar uma criança.
O pai de Mêncio morreu quando Mêncio ainda era bem jovem. Sua mãe Zhǎng (仉) criou o filho sozinha. Eles eram muito pobres. A princípio, eles moraram perto de um cemitério. A mãe de Mêncio o flagrou imitando os choradores profissionais das procissões dos funerais. Então, a mãe de Mêncio decidiu que eles deveriam se mudar. A residência seguinte da família foi ao lado de um mercado. Lá, Mêncio começou a imitar os gritos dos comerciantes (os comerciantes eram desprezados na China antiga). Então eles se mudaram para uma casa ao lado de uma escola. Inspirado pelos alunos e professores, Mêncio começou a estudar. A mãe de Mêncio decidiu, então, permanecer no local, e Mêncio acabou se tornando um sábio.
Outra história também enfatiza a importância da mãe de Mêncio em sua trajetória. Certa época, Mêncio estava displicente em relação a seus estudos. Sua mãe, então, cortou, com tesouras, na frente de Mêncio, um tecido que ela estava costurando. O gesto simbolizava que não se pode parar uma tarefa pela metade. Mêncio entendeu e voltou a se aplicar nos estudos.
Outra lenda envolve a mãe e a esposa de Mêncio. Mêncio notou que sua esposa não estava sentada de modo correto, o que era contra os ritos, e decidiu pedir o divórcio. A mãe de Mêncio argumentou que estava escrito no Livro dos Ritos que, antes que uma pessoa entrasse num aposento, ela deveria avisar em voz alta sobre sua chegada, de modo a que as pessoas dentro do aposento se preparassem para sua chegada. Mêncio não havia realizado tal procedimento antes de entrar no aposento onde sua esposa estava sentada de modo inapropriado, portanto havia sido Mêncio quem violara os ritos. Mêncio admitiu sua culpa.  
A mãe de Mêncio é uma das 125 mulheres cujas biografias estão incluídas no Lienü zhuan ("Biografias de mulheres exemplares"), de Liu Xiang.

## Ideologia
Em sua obra conhecida por Mengzi, defende que o homem é bom por natureza e deve desenvolver uma conduta razoável e reta. Um homem, vendo uma criança à beira de um poço fundo, iria resgatar esta criança, mesmo arriscando a vida; até mesmo os mais moralmente degenerados fariam isso, sem pensar se isto traria recompensas dos pais ou se seria admirado por isso - isso seria feito por causa de sua natureza boa.
Segundo este pensador, no coração de todo ser humano há quatro sentimentos naturais ou tendências que lhe orientam para o bom caminho:
1. O sentimento de compaixão ou empatia;
2. O sentimento de vergonha ou arrependimento;
3. O sentimento de respeito e modéstia, e
4. O sentimento que difere o bem do mal ("bem" e "mal" no sentido socialmente determinado).

Esses sentimentos são uma espécie de raiz que, cultivada, desenvolve as virtudes da benevolência, retidão, urbanidade e sabedoria. Mêncio intentou influir nos governantes de seu tempo para que criassem as condições mais favoráveis para o desenvolvimento das pessoas.
Em seu escritos, deixou dito que o governante sábio é aquele que se preocupa com o bem-estar de seu povo:
O soberano inteligente organiza a produção de seus súditos de forma que possam sustentar a seu pai e a sua mãe, a seus filhos e esposas, que nos anos bons possam comer à vontade, e nos maus não morrer de fome. Uma vez alcançado isto, os dirigirá até a prática do bem e o povo o seguirá. (Mengzi, 1 a 7).
Visando a proteger os desfavorecidos e idosos, Mêncio defendia o livre-comércio, baixas alíquotas tributárias e uma carga tributária mais igualitária.

## Comparação com contemporâneos
Acredita-se que Mêncio tenha sido contemporâneo de Xun Zi, Zhuangzi, Gaozi e Platão.

### Xun Zi
Xun Zi foi um confuciano que acreditava que a natureza humana se baseava no orgulho e no interesse próprio, e que o propósito da moral era combater essa tendência e encaminhar o ser humano para a bondade. Essa visão contrastava com a visão de Mêncio. Posteriormente, Zhu Xi considerou que a visão de Xun Zi era não ortodoxa, e apoiou a visão de Mêncio.

### Platão
A opinião de Mêncio de que governantes injustos devem ser depostos se assemelha à opinião de Sócrates no Livro I de A República.

## Influência
A interpretação de Mêncio sobre o confucionismo foi geralmente considerada a visão ortodoxa pelos filósofos chineses posteriores a Mêncio, especialmente os neoconfucionistas da dinastia Song. Vários senhores feudais se tornaram seguidores de Mêncio, e alguns dizem que Mêncio se tornou mais influente do que o próprio Confúcio.
"Mêncio", o livro das conversas de Mêncio com os reis do seu tempo, é um dos Quatro Livros que Zhu Xi considerou o coração do pensamento neoconfuciano ortodoxo. Em contraste com os aforismas de Confúcio, que são curtos e autoexplicativos, o "Mêncio" consiste de longos diálogos, com extensa prosa. O livro foi geralmente negligenciado pelos jesuítas que primeiro traduziram os Quatro Livros e os Cinco clássicos para o latim e outras línguas europeias, pois eles consideravam que o neoconfucionismo era basicamente uma contaminação budista e taoista do confucionismo. Matteo Ricci não gostava especialmente da severa condenação de Mêncio ao celibato, que era visto como contrário à piedade filial. O missionário François Noël, que achava que as ideias de Zhu Xi eram uma continuação natural das ideias de Confúcio, foi o primeiro a publicar uma edição integral de "Mêncio" em Praga em 1711; no entanto, com a controvérsia dos ritos na China e a decisão final contra os jesuítas, o livro alcançou pouca popularidade fora da Europa Central e do Leste.
Em 1978, um livro indicou as cem mais influentes personalidades da história até aquele momentoː Mêncio foi listado na posição 92.